# Pia Rosenbaum
Pia Rosenbaum (født 24. april 1954 i København) er en dansk skuespillerinde, der er uddannet fra Statens Teaterskole i 1976 og som allerede fik sin første teaterrolle som 12-årig på Nørrebros Teater.
Siden har hun bl.a. optrådt på Odense Teater, Folketeatret og Aalborg Teater, ligesom hun har medvirket i en lang række revy-forestillinger over hele landet, bl.a. i Holstebro Revyen, Cirkusrevyen og i Rottefælden i Svendborg.
På teatret har man f.eks. kunnet opleve hende i stykkerne Ronja Røverdatter, City of Angels, Candide og Misantropen, mens hun i tv har kunnet ses i serierne Hvide løgne, Nikolaj og Julie samt i julekalenderen Nissernes Ø og en række børneudsendelser i slut 80erne og start 90erne.
Hun har lagt stemme til tegnefilmfigurer i blandt andet tv-serien Dyrene fra Lilleskoven.
Det er indtil videre kun blevet til en lille håndfuld film, heriblandt Charly & Steffen (1979), Skat - det er din tur (1997) og Små ulykker (2002). Hun er datter af revykunstneren, musikeren, forfatteren og entertaineren Simon Rosenbaum og er søster til skuespillerinden Ina-Miriam Rosenbaum.